# Hanchibasavanapalya, Magadi
Hanchibasavanapalya là một làng thuộc tehsil Magadi, huyện Ramanagara, bang Karnataka, Ấn Độ.